# Lucien Van Kersschaever
Lucien Van Kersschaever (Blankenberge, 15 gennaio 1939) è un ex cestista e allenatore di pallacanestro belga.

## Carriera
Con il Belgio ha partecipato a quattro edizioni dei Campionati europei (1957, 1959, 1963, 1967).

## Palmarès

### Giocatore
- Campionato belga: 2

BUS Lier: 1970-71, 1971-72

### Allenatore
- Campionato belga: 8

Raching Mechelen: 1986-87, 1988-89, 1989-90, 1990-91, 1991-92, 1992-93, 1993-94
Ostenda: 2000-01
- Coppa del Belgio: 6

Raching Mechelen: 1986, 1987, 1990, 1993, 1994
Ostenda: 2001